# همایون یوسفی
همایون یوسفی (زاده ۱ شهریور ۱۳۵۲ مسجدسلیمان) پزشک، سیاستمدار و مدرس دانشگاه ایرانی است، که بعنوان نماینده اهواز، باوی، حمیدیه و کارون، در دهمین دوره مجلس شورای اسلامی فعالیت می‌کند. وی دانش‌آموخته دکتری پزشکی از دانشگاه علوم پزشکی شهید بهشتی و فوق تخصص دکتری خون و سرطان از دانشگاه جندی شاپور اهواز می‌باشد.

## مجلس دهم
در دهمین دوره انتخابات مجلس شورای اسلامی، همایون یوسفی، در لیست ائتلاف فراگیر اصلاح طلبان: گام دوم در اهواز حضور داشت و در دور اول، رتبه نخست را با خود اختصاص داد ولی آرای وی به اکثریت مطلق آرا دست نیاورد. وی در دور دوم توانست با ۱۱۲٬۸۸۸ رأی از مجموع ۲۶۷٬۵۸۹ رأی مأخوذه صحیح، بعنوان نفر سوم اهواز، وارد مجلس دهم شود. تمامی افراد لیست امید در اهواز به مجلس راه پیدا کردند.
سوابق
همایون یوسفی در سال ۱۳۵۲ در شهرستان مسجدسلیمان متولد شد. دوران تحصیل ابتدایی را در زادگاهش و دوران تحصیل راهنمایی و متوسطه را در شهرستان اهواز طی نمود. وی دوره پزشکی عمومی را در دانشگاه علوم پزشکی شهید بهشتی و دوره تخصص و فوق تخصص خون و سرطان را در دانشگاه جندی شاپور اهواز طی نمود. یوسفی فعالیت شغلی خود را از دانشگاه جندی شاپور اهواز آغاز نمود. از سوابق علمی و اجرایی وی می‌توان به موارد زیر اشاره کرد:
- عضو هیئت علمی و مدرس دانشگاه جندی شاپور اهواز
- مدیرکل سازمان هلال احمر استان خوزستان
- رئیس مرکز بهداشت و درمان مسجدسلیمان
- رئیس سازمان بهداشت، درمان و محیط زیست مناطق آزاد کشور[۷]